# Лустра
Лустра (італ. Lustra) — муніципалітет в Італії, у регіоні Кампанія, провінція Салерно.
Лустра розташована на відстані близько 290 км на південний схід від Рима, 95 км на південний схід від Неаполя, 55 км на південний схід від Салерно.
Населення — 1093 особи (2014).

## Демографія
Населення за роками:

Станом на 1 січня 2023 року в муніципалітеті офіційно проживали 42 іноземці з 14 країн, серед них 17 громадян країн Євросоюзу та 6 громадян України.

## Сусідні муніципалітети
- Лауреана-Чиленто
- Оміньяно
- Пердіфумо
- Перито
- Рутіно
- Саленто
- Сесса-Чиленто
- Торк'яра